# Calatorao
Calatorao ist eine Kleinstadt und eine Gemeinde (municipio) mit 2.906 Einwohnern (Stand: 2024) im Zentrum der Provinz Saragossa in der Autonomen Region Aragonien im Nordosten Spaniens.

## Lage und Klima
Der Ort Calatorao liegt auf dem Ostufer des Río Jalón gut 50 km (Fahrtstrecke) südwestlich der Provinzhauptstadt Saragossa in einer Höhe von ca. 345 m. Das Klima ist gemäßigt bis warm; der eher spärliche Regen (ca. 360 mm/Jahr) fällt übers Jahr verteilt.

## Bevölkerungsentwicklung
| Jahr      | 1857  | 1900  | 1950  | 2000  | 2017  |
| Einwohner | 1.920 | 2.295 | 3.348 | 2.725 | 2.845 |

Trotz zunehmender Trockenheit, der Mechanisierung der Landwirtschaft, der Aufgabe von zahlreichen bäuerlichen Kleinbetrieben und des daraus resultierenden geringeren Arbeitskräftebedarfs auf dem Land ist die Zahl der Einwohner im 20. Jahrhundert im Wesentlichen konstant geblieben.

## Wirtschaft
Die Einwohner des Ortes waren jahrhundertelang im Wesentlichen Selbstversorger; Lebensmittelgeschäfte oder Märkte gab es nicht bzw. nur selten. Auch die wenigen Händler, Handwerker und Dienstleister versorgten sich im Wesentlichen selbst mit allem Lebensnotwendigen. Erst durch die Verbesserung der Infrastruktur in der zweiten Hälfte des 20. Jahrhunderts verbesserte sich die Situation.

## Geschichte
Erste Siedlungsspuren auf dem heutigen Gemeindegebiet von Calatorao reichen bis in die Bronzezeit zurück; aus der Zeit um 500 v. Chr. gibt es Hinweise auf eine nahegelegene keltiberische Besiedlung, die mit dem von den Römern textlich überlieferten Ort Nertobriga oder Nertobris in Verbindung gebracht wird. In römischer Zeit lag der Ort wahrscheinlich an der Verbindungsstraße von Emerita Augusta (Mérida) über Augusta Bilbilis (Calatayud) nach Caesaraugusta (Saragossa). In westgotischer Zeit ließ König Leovigild (reg. 569–586) die Mauern der Siedlung verstärken. Im 8. Jahrhundert wurde die Gegend von arabisch-maurischen Heeren überrannt, die Saragossa zur Provinzhauptstadt des Emirats (später Kalifats) von Córdoba erkoren. Während dessen Zerfall machten sich die Provinzgouverneure unabhängig und gründeten das Taifa-Königreich von Saragossa (1018–1110). Wenige Jahre später (1118) konnten die Mauren unter Alfons I. von Aragón nach Süden abgedrängt werden (reconquista). Im Jahr 1213 vermachte Peter II. die Stadt der Kirche der Nuestra Señora del Pilar in Saragossa, in deren Händen der Ort – trotz Streitigkeiten mit örtlichen Grundherren (señores) – mehr als 600 Jahre verblieb.

## Sehenswürdigkeiten

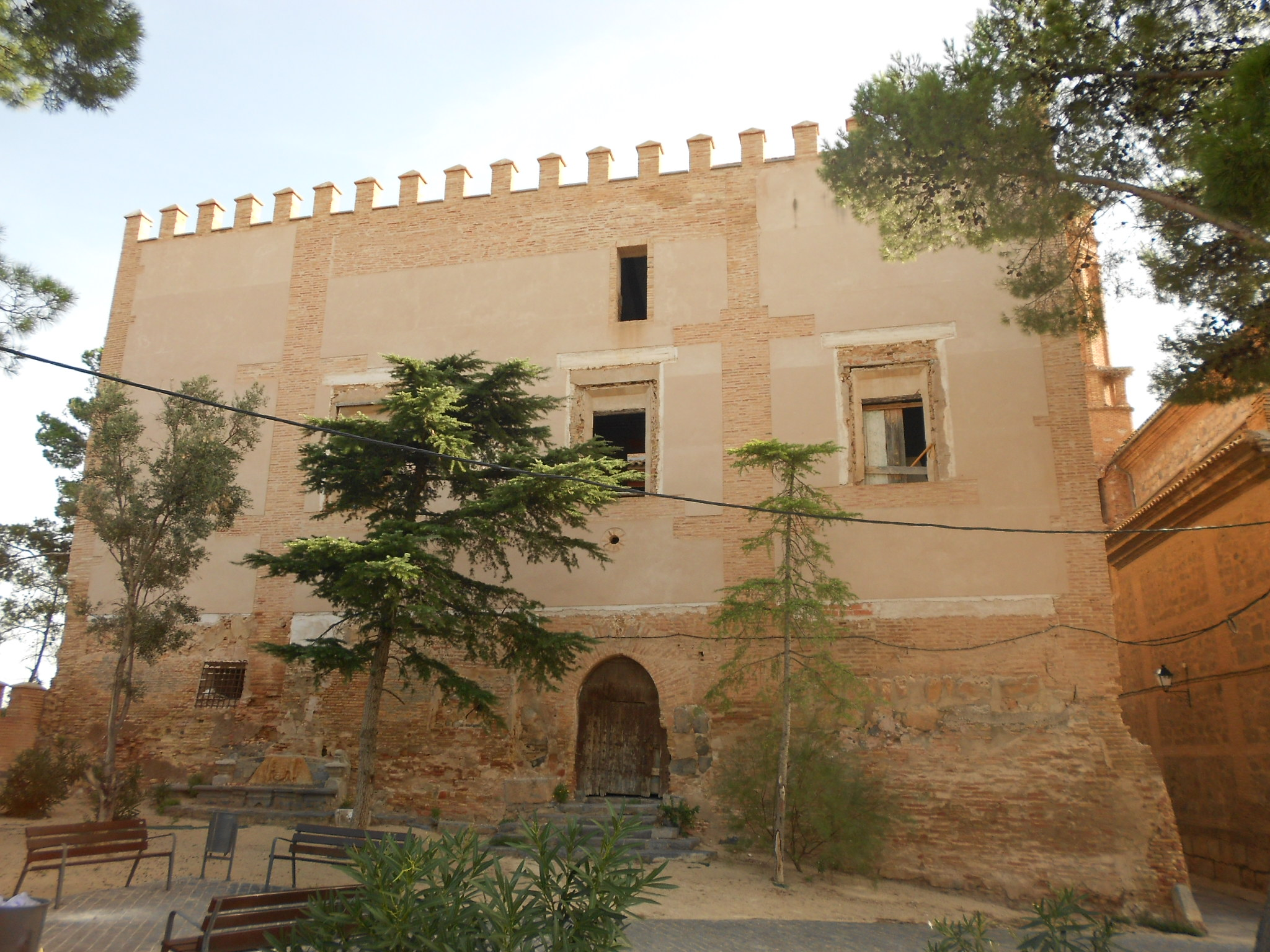
Calatorao – Castillo de los Priores

- An die Abhängigkeit vom Kirchenrat (cabildo) der Basilika del Pilar in Saragossa erinnert die zinnenbekrönte Palastburg des Castillo de los Priores, die zu Beginn des 16. Jahrhunderts wahrscheinlich an der Stelle eines maurischen Vorgängerbaus errichtet wurde. Im Innern befinden sich eine alte Küche sowie ein maurisches Bad.[5]
- Die im Jahr 1842 neu erbaute einschiffige Kirche San Bartolomé ist eine strenge, gänzlich aus Ziegelsteinen erbaute Kirche im Stil des Neoklassizismus. Das stichkappengewölbte Kirchenschiff verfügt über Seitenkapellen, die ganz wesentlich zur Stabilität des Bauwerks beitragen.[6][7]
- Das heutige Pilgerhospital (Hospital de Peregrinos) steht an der Stelle der ehemaligen Hauptmoschee (Mezquita Mayor).
- Die Capilla del Santo Cristo ist ein klassizistischer Bau aus Sandstein aus dem 18. Jahrhundert.
- Eine Treppe führt zu einem wahrscheinlich schon in maurischer Zeit bekannten Stufenbrunnen (Fuente de las Escaleras) – einem der wenigen in Europa bekannten Exemplare – hinab.

Umgebung
- In der Umgebung des Ortes befinden sich zwei Bildstöcke (peirónes).